# Phytodietus zealandicus
Phytodietus zealandicus är en stekelart som först beskrevs av William Harris Ashmead 1900.  Phytodietus zealandicus ingår i släktet Phytodietus och familjen brokparasitsteklar. Inga underarter finns listade i Catalogue of Life.